# Copa Prelibertadores Femenina Colombia
La Copa Pre Libertadores Femenina Colombia fue un torneo de fútbol femenino organizado por la Federación Colombiana de Fútbol con el fin de otorgar un cupo representativo en la Copa Libertadores de América Femenina organizada por la Confederación Sudamericana de Fútbol desde el año 2009 y hasta 2016.

## Historia

### Antecedentes
En el 2009 con la fundación de la Copa Libertadores de América Femenina debido a que en Colombia no existía una liga ni un torneo clasificatorio para ocupar el cupo otorgado por la Conmebol para participar de dicho torneo la Federación Colombiana de Fútbol designó a Formas Íntimas para representar a Colombia en la competencia.

### Inicios
Para el 2010 debido a la petición de la Escuela Carlos Sarmiento Lora de Cali se organizó un partido clasificatorio para definir el representante a la segunda edición del torneo femenino resultando ganador Formas Íntimas con marcadores de 2-0 en la ciudad de Santiago de Cali y 1-0 en Medellín. De igual forma Formas Íntimas participaría en la tercera Copa Libertadores Femenina para el 2011.

### 2012 y 2013
Finalmente en el año 2012 y de conformidad con los principios rectores del fútbol y de los postulados del Juego limpio, se hizo apropiado que se realizara una competición que otorgase a un club el derecho a ejercer la representación del país en la Copa Libertadores Femenina 2012 y en adelante por méritos deportivos. De esta manera el 26 de octubre de ese año cuatro equipos se dieron cita en la Sede Deportiva de la FCF en Bogotá para disputar el primer torneo, Formas Íntimas de Medellín, Águila Roja de Cali, Gol Star de Bogotá y Estudiantes FC de Ibagué fueron los primeros equipos de la competencia, luego de las dos primera fechas Formas Íntimas y Águila Roja llegaron a la última fecha con dos victorias cada uno en duelo directo para definir al ganador del torneo en club de Antioquia ganaría 4-0 y volvería a quedarse con el cupo al torneo internacional.
Nuevamente en el 2013 cuatro equipos se enfrentarían para definir al representante del país para ese año teniendo como novedad a Generaciones Palmiranas de Palmira y a Botín de Oro de Bucaramanga quienes se juntaron a Gol Star y Formas Íntimas participantes del año anterior, con dos victorias seguidas nuevamente el equipo de Medellín se acercaba a su cuarta Copa Libertadores Femenina dependiente en la última fecha de solo un empate para clasificar, sin embargo derrotaría 3-1 a Botín de Oro.

### 2014
El torneo toma fuerza en esta edición lo que generó un aumento de cinco equipos más a la competición para un total de nueve participantes, haciendo además que se cambiara el sistema de juego dividiendo los equipos en grupos para finalmente disputar una final que decidiese el ganador del cupo a Copa Libertadores Femenina 2014. Además de Formas Íntimas, Botín de Oro, Generaciones Palmiranas y Gol Star llegaron Deportivo Flamengo de Cota, Elite FC de Cartagena de Indias, Jairo Castro de Pereira, Talentos Caldas de Manizales y Luis Carlos Galán de Cali.

## Sistema de juego
El torneo de un año se divide en tres fases:
- Primera Fase: Se juegan tres fechas divididos en tres grupos triangulares con sede fija.

- Semifinales: Los tres ganadores de cada grupo y el mejor segundo de la tabla general disputan en dos llaves un partido enfrentándose el ganador del Triangular B con el ganador del Triangular C y el ganador del Triangular A enfrenta al mejor segundo.

- Final: Los ganadores de las dos llaves de la fase anterior se enfrentan en un único partido para definir el campeón del torneo y representante de Colombia a Copa Libertadores de América Femenina.

## Equipos participantes
| Equipo                  | Ciudad           | Departamento    | Primera participación | Títulos |
| ----------------------- | ---------------- | --------------- | --------------------- | ------- |
| Botín de Oro            | Bucaramanga      | Santander       | 2013                  | 0       |
| Deportivo Flamengo      | Cota             | Cundinamarca    | 2014                  | 0       |
| Elite FC                | Cartagena        | Bolívar         | 2014                  | 0       |
| Formas Íntimas          | Medellín         | Antioquia       | 2012                  | 2       |
| Generaciones Palmiranas | Palmira          | Valle del Cauca | 2013                  | 0       |
| Gol Star                | Bogotá D. C.     |                 | 2012                  | 0       |
| Jairo Castro            | Pereira          | Risaralda       | 2014                  | 0       |
| Luis Carlos Galán       | Santiago de Cali | Valle del Cauca | 2014                  | 0       |
| Talentos Caldas         | Manizales        | Caldas          | 2014                  | 0       |

### Títulos por equipo
| Club           | Campeón | Subcampeón | Temporada Campeón       | Temporada Subcampeón |
| -------------- | ------- | ---------- | ----------------------- | -------------------- |
| Formas Íntimas | 4       | 0          | 2012, 2013, 2014 y 2015 |                      |
| Gol Star       | 0       | 2          |                         | 2013 y 2014          |
| Real Pasión    | 0       | 1          |                         | 2015                 |
| Águila Roja    | 0       | 1          |                         | 2012                 |

## Historial
| Año  | Sede            | Campeón        | Subcampeón            | Resultado        |
| ---- | --------------- | -------------- | --------------------- | ---------------- |
| 2010 | Cali y Medellín | Formas Íntimas | Carlos Sarmiento Lora | Final (2-0)(1-0) |
| 2012 | Bogotá          | Formas Íntimas | Águila Roja           | Líder            |
| 2013 | Bogotá          | Formas Íntimas | Gol Star              | Líder            |
| 2014 | Medellín        | Formas Íntimas | Gol Star              | Final (3-0)      |
| 2015 | Caldas          | Formas Íntimas | Real Pasión           | Final (6-0)      |

## Clasificación histórica
La Clasificación histórica de la Copa Prelibertadores Femenina Colombia es un resumen estadístico desde el primer torneo en 2012.
| Pos.                                         | Equipo                  | Temporadas | Puntos |
| -------------------------------------------- | ----------------------- | ---------- | ------ |
| 1.                                           | Formas Íntimas          | 3          | 30     |
| 2.                                           | Gol Star                | 3          | 18     |
| 3.                                           | Generaciones Palmiranas | 2          | 7      |
| 4.                                           | Águila Roja             | 1          | 6      |
| 5.                                           | Botín de Oro            | 2          | 4      |
| 6.                                           | Elite FC                | 1          | 3      |
| 7.                                           | Jairo Castro            | 1          | 1      |
| 8.                                           | Deportivo Flamengo      | 1          | 1      |
| 9.                                           | Luis Carlos Galán       | 1          | 0      |
| 10.                                          | Talentos Caldas         | 1          | 0      |
| 11.                                          | Estudiantes FC          | 1          | 0      |
| Estadísticas hasta el 12 de octubre de 2014. |                         |            |        |

|  | Actualmente en el torneo.  |
|  | No participa en el torneo. |